# Крюссоль, Эмманюэль-Анри-Шарль де
Барон Эмманюэль-Анри-Шарль де Крюссоль (фр. Emmanuel-Henri-Charles de Crussol; 11 октября 1741, Париж — 4 июля 1818, там же) — французский генерал и парламентарий.

## Биография
Сын маркиза Пьера-Эмманюэля де Крюссоль-Флорансака и Шарлотты-Маргерит Флёрьо д’Арменонвиль.
Губернатор и шателен Большой башни Лана, великий бальи города и графства Бар-сюр-Сен.
Поступил на службу в 16 лет, в начале Семилетней войны. Капитан кавалерийского полка Ларошфуко, в битве при Миндене 1 августа 1759 три раза атаковал противника во главе своей роты, и вернулся седьмым офицером из полка, уничтоженного в бою. В ходе 17-дневного отступления постоянно находился в арьергарде, отражавшем атаки преследователей.
Полковник Беррийского пехотного полка (1770), бригадир (1.03.1780), лагерный маршал (4.12.1781).
Был членом масонской ложи «Совершенного безмолвия» в Страсбурге.
Рыцарь ордена Святого Людовика и командор ордена ордена Кармельской Богоматери и святого Лазаря.

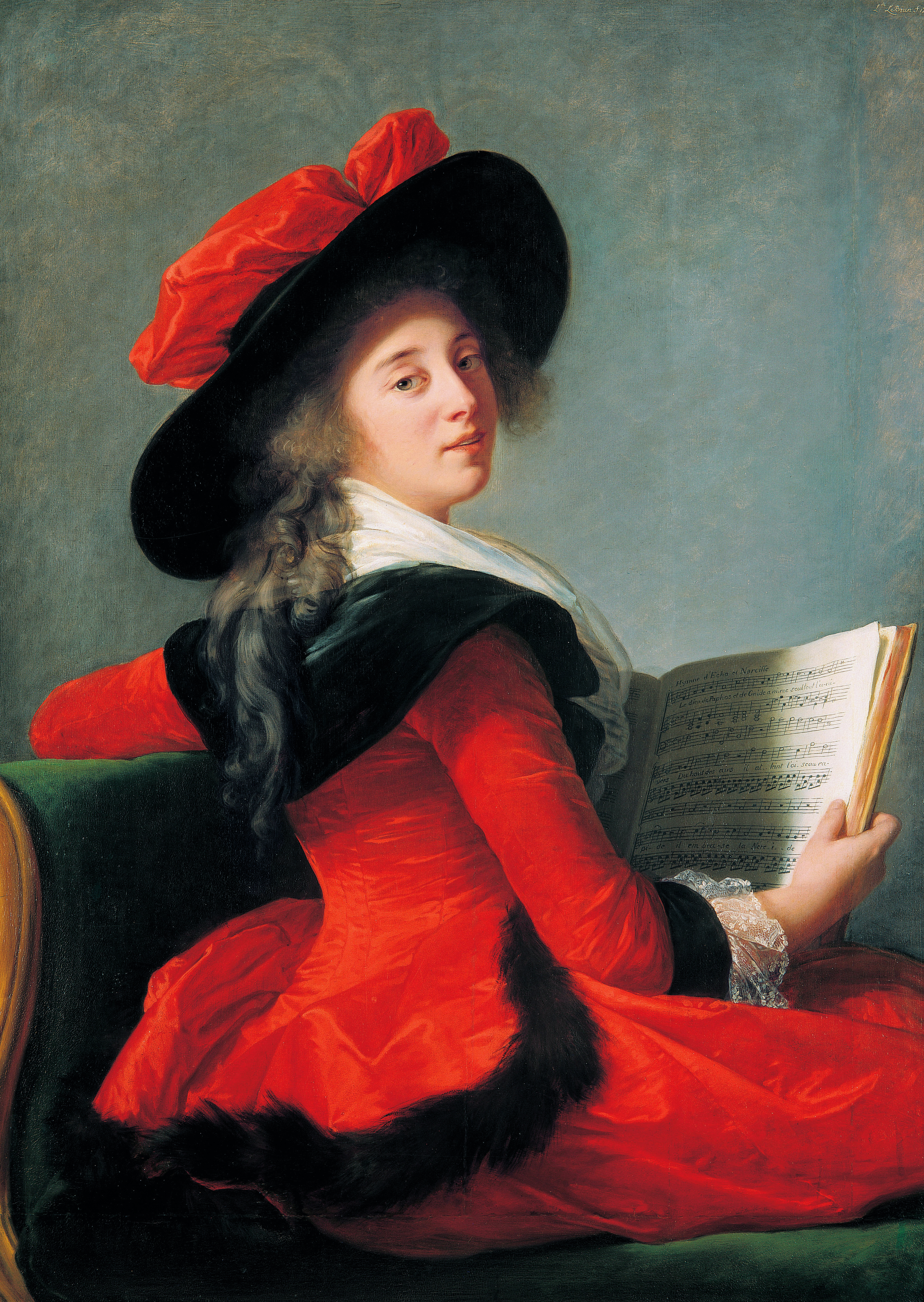
Элизабет Виже-Лебрен. Портрет баронессы де Крюссоль, 1785 (Тулузский музей августинцев)

От бальяжа Бар-сюр-Сена был 24 марта 1789 избран депутатом Генеральных штатов от знати. В собрании заседал справа, защищал религию и конституционную монархию, но принес новую присягу после отъезда короля. Эмигрировал в 1791 году, после роспуска ассамблеи.
Вернулся во Францию в 1803 году. При Реставрации 23 августа 1814 был произведен в генерал-лейтенанты.
Жена (20.02.1770): Бонна-Мари-Жозефина-Габриель Бернар (ум. 1819), дочь Анна-Габриеля-Анри Бернара, маркиза де Буленвилье, и Мари-Мадлен-Юльф д’Алленкур.
С Эмманюэлем-Анри-Шарлем пресеклась линия маркизов де Флорансак дома Крюссолей.